# Hermannsburg (Südheide)
Hermannsburg (dolnoniem. Harmsborg) – dzielnica gminy Südheide w Niemczech, w kraju związkowym Dolna Saksonia, w powiecie Celle. Gmina liczyła w 2008 r. 8287 mieszkańców i rozciąga się na obszarze 118,63 km². Do 31 grudnia 2014 gmina samodzielna (niem. Einheitsgemeinde).

## Współpraca
Miejscowość partnerska:
- Auterive, Francja